# محمد رسول
محمد رسول (انگلیسی: Muhammad Rasool؛ زادهٔ ۲۳ مهٔ ۱۹۸۵) بازیکن فوتبال اهل پاکستان بود.
وی همچنین در تیم‌های ملی فوتبال زیر ۲۳ سال پاکستان و پاکستان بازی کرده است.